# 찰리 모픽
《찰리 모픽》(84C MoPic, 84 Charlie Mopic)은 미국에서 제작된 패트릭 쉔 던컨 감독의 1989년 영화이다. 조나단 에머슨 등이 주연으로 출연하였고 마이클 놀린 등이 제작에 참여하였다.

## 출연

### 주연
- 조나단 에머슨
- 니콜라스 카스콘
- 제이슨 톰린스
- 크리스토퍼 버가드
- 글렌 모슈워
- 리차드 브룩스
- 바이론 데임스
- 조셉 휴

### 조연
- 데일 다이
- 소니 칼 데이비스
- 글렌 플러머

## 기타
- 의상: 린 파올로